# Meydanköy, Selçuklu
Meydanköy là một xã thuộc quận Selçuklu, tỉnh Konya, Thổ Nhĩ Kỳ. Dân số thời điểm năm 2011 là 258 người.